# Rhus arsenei
Rhus arsenei är en sumakväxtart som beskrevs av F A. Barkley. Rhus arsenei ingår i släktet sumaker, och familjen sumakväxter. Inga underarter finns listade i Catalogue of Life.